# کالن، موری
کالن (به انگلیسی: Cullen) یک روستا در اسکاتلند است که در Moray واقع شده‌است. کالن ۱٬۳۲۷ نفر جمعیت دارد.